# Willi Graf
Willi Graf (2. januar 1918 i Kuchenheim ved Euskirchen – 12. oktober 1943 i München) var medlem af Weiße Rose modstandsgruppen i Nazi-Tyskland. Den 18. februar 1943 blev Willi Graf sammen med sin søster Anneliese arresteret i München. Den 19. april 1943 blev han dømt til døden af Volksgerichtshof for højforræderi. Willi Graf blev halshugget den 12. oktober 1943 i München-Stadelheim i München.